# Oskar Strnad

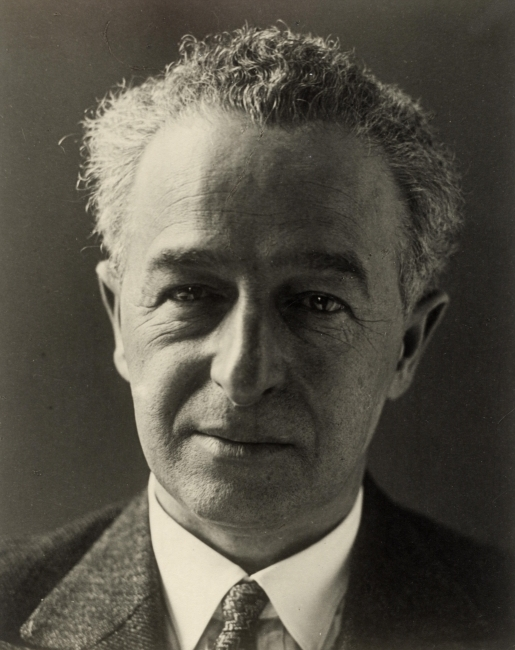
Oskar Strnad, Aufnahme von Ludwig Schwab (1931)

Oskar Strnad (* 26. Oktober 1879 in Wien; † 3. September 1935 in Bad Aussee) war ein österreichischer Architekt, Designer und Bühnenbildner. Zusammen mit Josef Frank prägte er die sogenannte Wiener Schule der Architektur. Er vertrat eine moderne Auffassung von Wohnen für alle Menschen, plante und baute Wohnhäuser, entwarf Möbel, schuf Keramiken und Aquarelle und stattete Theaterstücke und Filme aus.

## Leben
Strnad entstammte einer assimilierten jüdischen Familie. Der aus Böhmen stammende Vater Samuel arbeitete als Gutsverwalter in Győr (Raab) und in Saalfelden am Steinernen Meer, wo Strnad seine Kindheit verbrachte. Seine Mutter hieß Therese (geb. Loury), er hatte sechs Geschwister. Auf der Realschule, die er in Wien besuchte, wurde sein Zeichentalent erkannt. Strnad absolvierte von 1900 bis 1903 an der Technischen Hochschule in Wien bei Max von Ferstel sowie Karl König das Architekturstudium und schloss dieses 1904 mit der Dissertation Das Prinzip der Dekoration der frühchristlichen Kunst ab. Anschließend arbeitete er bei Friedrich Ohmann sowie den Theaterarchitekten Fellner & Helmer. Ab 1906 kam es zur regelmäßigen Zusammenarbeit mit Oskar Wlach. 1913 wurde Josef Frank in diese Arbeitsgemeinschaft aufgenommen.
Von 1909 bis 1935 war Strnad als Lehrer an der Wiener Kunstgewerbeschule tätig; anfangs lehrte er Allgemeine Formenlehre, ab 1914 übernahm er die Leitung einer eigenen Architekturklasse. Im selben Jahr, 1914, entstand eines seiner Hauptwerke, das Haus für den Schriftsteller Jakob Wassermann am Kaasgraben in Wien-Döbling.

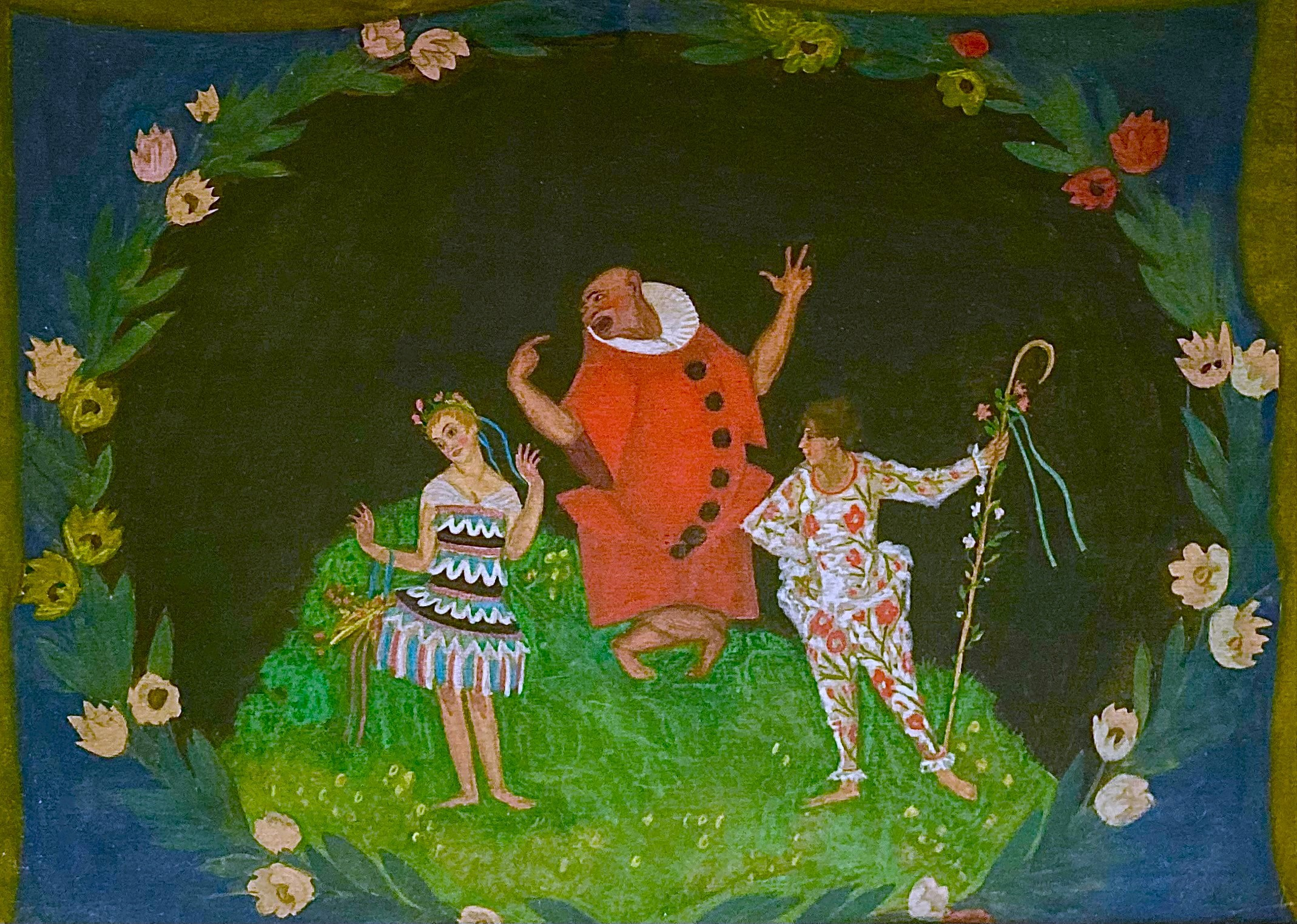
Bastien und Bastienne, Oskar Strnad, Szenografischer Entwurf für eine Aufführung mit Studierenden der Kunstgewerbeschule, 1918, Aquarell auf Zeichenkarton, Bildmaße: 28 × 39 cm

Ab 1918 schuf Strnad Entwürfe für ein „Rundtheater“ unter Mitwirkung seiner Schülerin Margarete Lihotzky (später: Margarete Schütte-Lihotzky). Zu seinen Schülern zählten auch die späteren Filmarchitekten und Szenenbildner Artur Berger und Harry Horner.

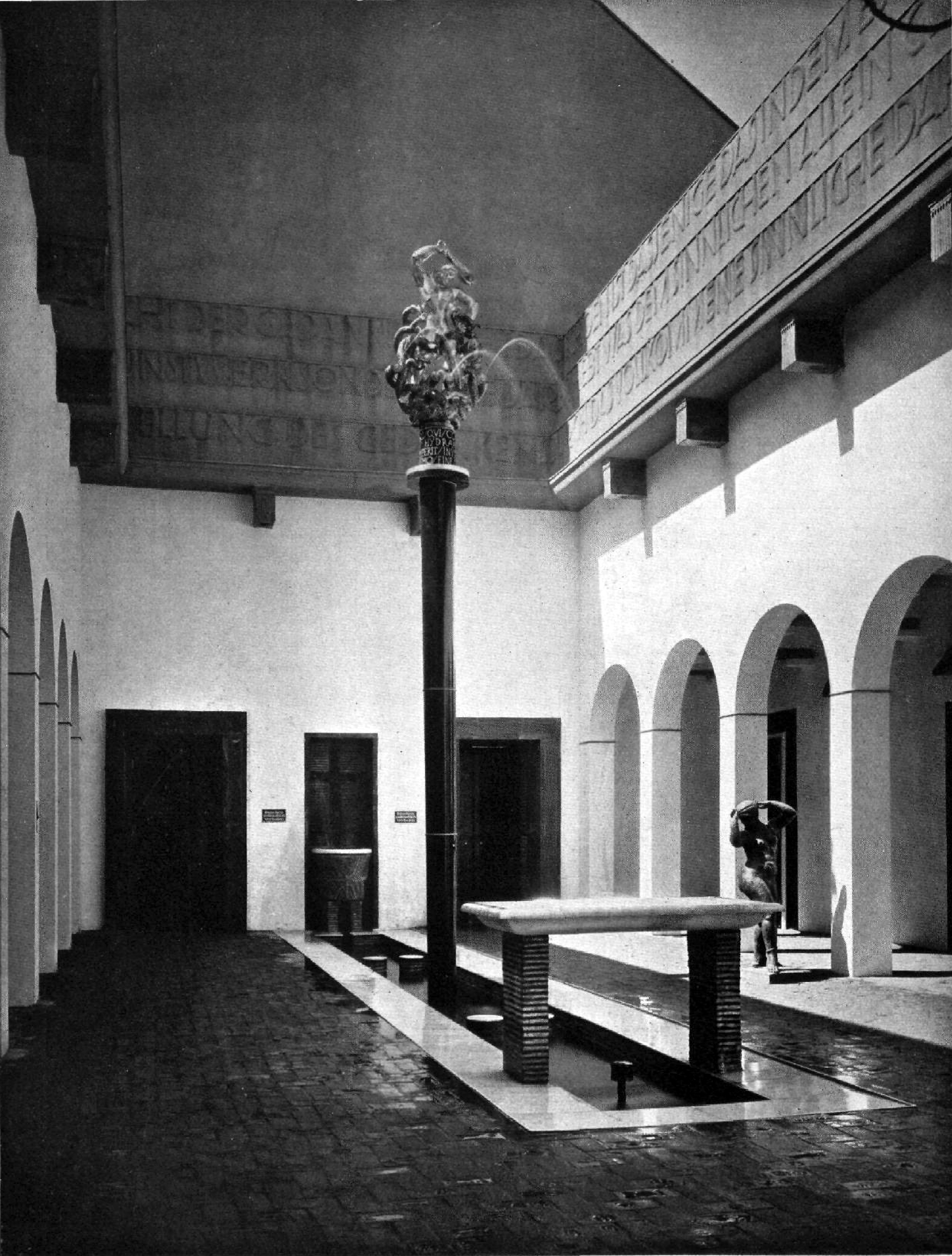
Hof des österreichischen Hauses auf der Werkbund-Ausstellung Köln, 1914

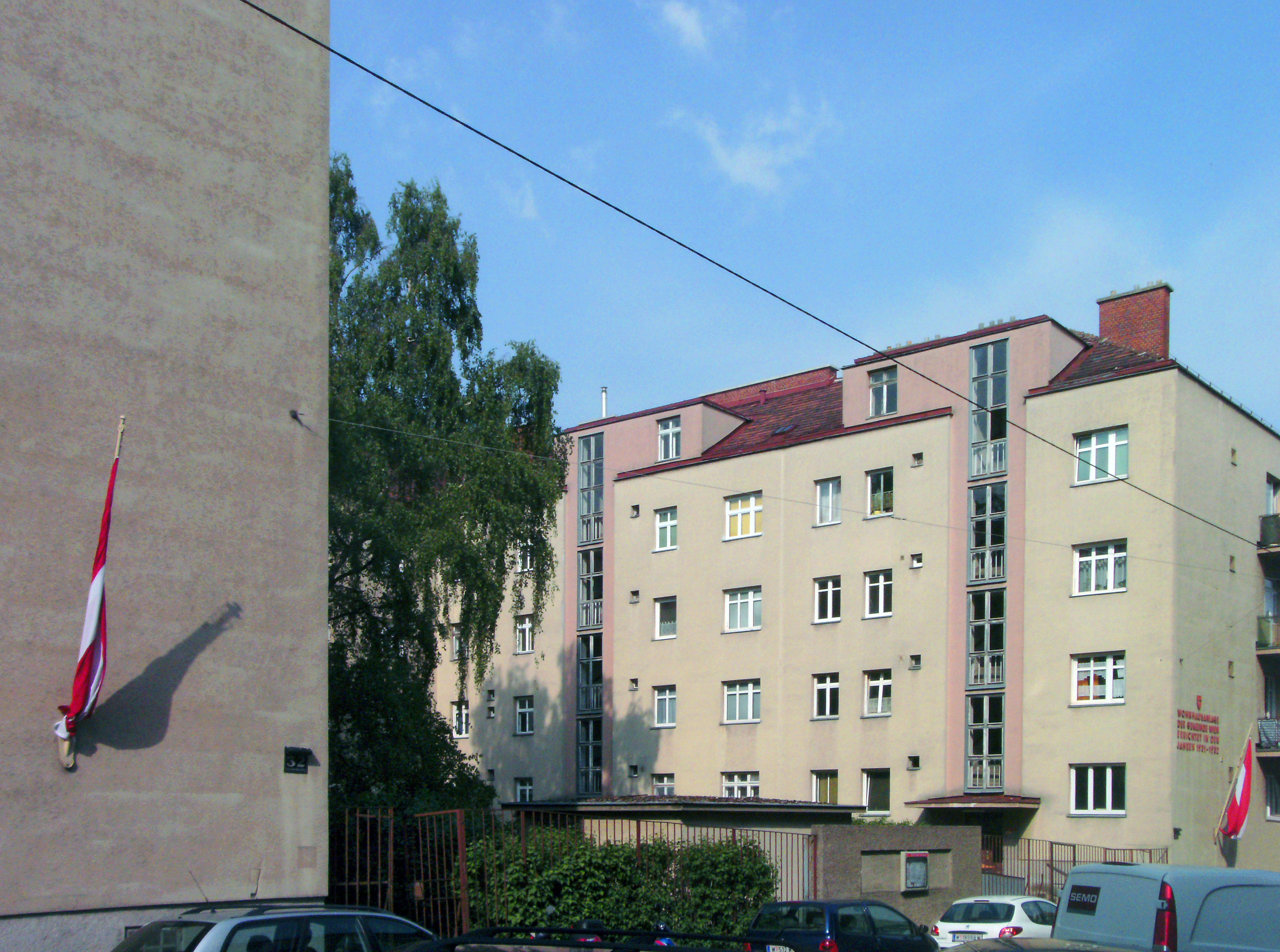
1931/32 errichteter Gemeindebau Loeschenkohlgasse 30–32, Wien-Fünfhaus

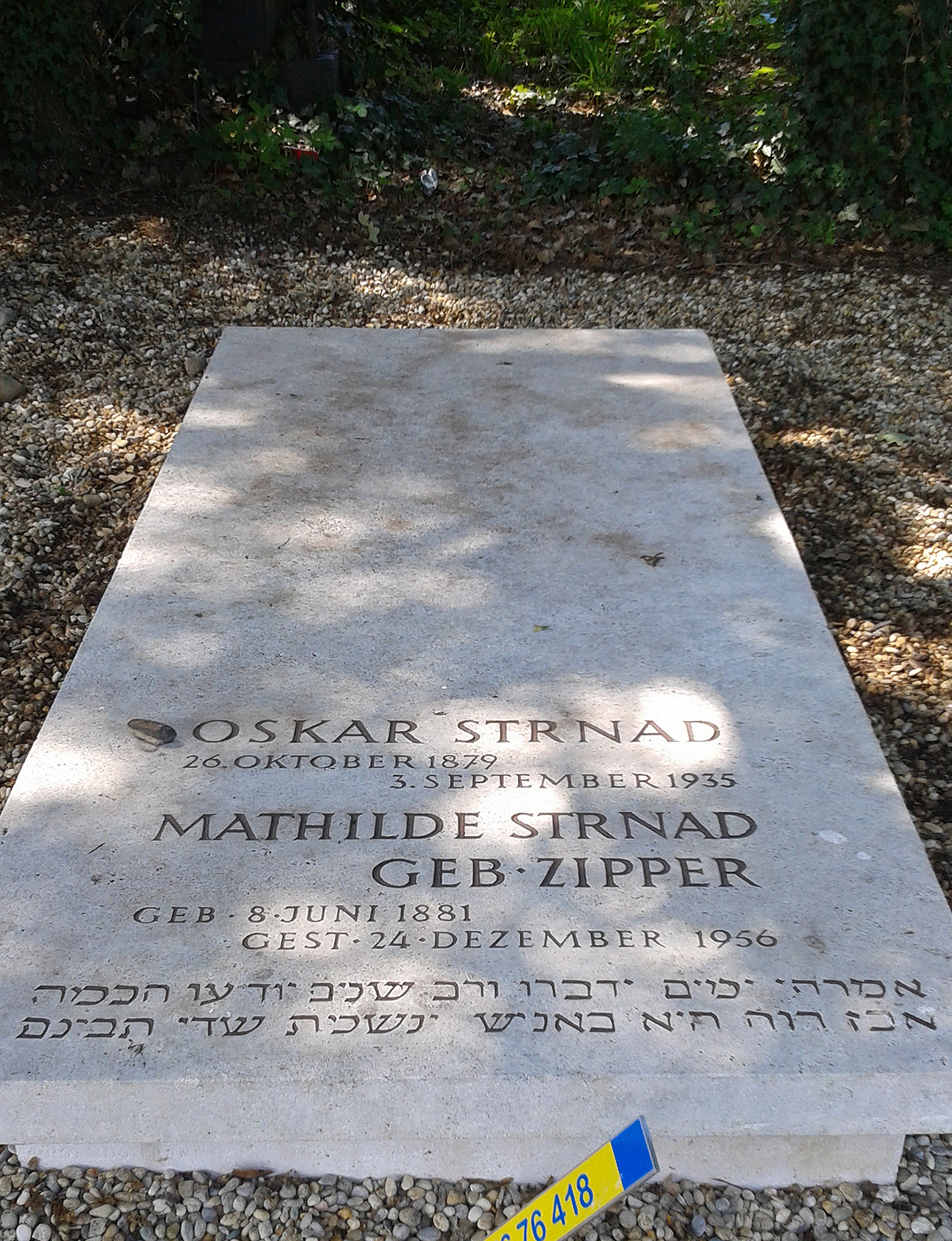
Grab von Oskar Strnad und seiner Gattin Mathilde auf dem Wiener Zentralfriedhof

In den 1920er-Jahren zählte Oskar Strnad gemeinsam mit Josef Frank zu den Vorreitern des Neuen Wiener Wohnens.
Ab 1919 war Strnad Bühnenbildner des Wiener Volkstheaters, 1923 realisierte er das „Drei-Szenen-Theater“, eine dreiteilige Bühne mit Kreisauditorium. Später entwarf Strnad viel beachtete Bühnenbilder für die Wiener Staatsoper, darunter für Wozzeck von Alban Berg sowie für die Uraufführung von Jonny spielt auf von Ernst Krenek. Für die Salzburger Festspiele schuf er unter anderen die Ausstattung zu Don Juan (1931), Tristan sowie Don Giovanni. Strnad, der sich auch als Landschaftsmaler betätigte, pflegte die Entwürfe zu seinen Dekorationen auf eine leichthändige Art in Wasserfarben anzutuschen.
Weiters war er Innenarchitekt bei ausstattungsträchtigen Meisterwerken des Wiener Films wie Maskerade (1934) und Episode (1935).
Strnad hat die Grenzen, die die Bühne durch Alfred Roller trug, im Sinne des Raumbühnen-Gedankens gesprengt, er erweiterte das Bühnen-Bild zum Bühnen-Raum. Voraussetzung bildete eine enorme Kenntnis geschichtlicher Grundlagen, des Materials und der Technik der Bühne. Strnad war Lehrer an Max Reinhardts Privatseminar in Schönbrunn (dem späteren Max Reinhardt-Seminar) und war Lehrer von Robert Obsieger und Otto Niedermoser und Gustav Manker.
Zu den Schülern Oskar Strnads zählten u. a. der Bildschnitzer Jakob Löw.
Am 3. September 1935 starb Oskar Strnad, ehemaliger langjähriger Präsident des Österreichischen Werkbunds, in Bad Aussee an Herzversagen. Er wurde am 6. September 1935 am Wiener Zentralfriedhof in einem von der Israelitischen Kultusgemeinde gewidmeten Ehrengrab (Tor 1, Gruppe 6, Reihe 0, Nr. 5) bestattet. Strnads Witwe Mathilde wurde in der Zeit der deutschen Judenverfolgung von Hertha Larisch-Ramsauer unter großem persönlichen Risiko versteckt und überlebte so den Holocaust.

## Werke
Wien:
- Doppelhaus in der Werkbundsiedlung Wien, 1932
- Volkswohnhaus in Wien 15, Holochergasse, 1932
- Zahlreiche Wohnhäuser in Wien und Niederösterreich, Innenhofgestaltung
- Soldatengräber und Kriegerdenkmäler
- Bühnenbilder und Kostüme (77 Entwürfe im Besitz des Österreichischen Theatermuseums in Wien)
- Stühle und Sessel
- Gläser

Die populärste Bühnenbild-Arbeit Strnads, war Stefan Kamares Der junge Baron Neuhaus am Wiener Volkstheater (1934), wo er seinen ganzen Stolz darein legte, dass die Ornamentik der Türen und Öfen von Schönbrunn und die Stickereien der alten Fräcke ihm Vorbild war, und dass er eigentlich gar nichts anderes geleistet hätte, als die Theaterarbeit zur Treue dieser Formen zu erziehen (Joseph Gregor).

## Auszeichnungen
- Preis der Stadt Wien für Architektur, 1947